# Tuğba Danışmaz
Tuğba Danışmaz (* 1. September 1999 in Ankara) ist eine türkische Leichtathletin, die im Weit- und Dreisprung an den Start geht. 2023 wurde sie Halleneuropameisterin im Dreisprung.

## Sportliche Laufbahn
Erste internationale Erfahrungen sammelte Tuğba Danışmaz beim Europäischen Olympischen Jugendfestival 2015 in Tiflis, bei dem sie mit einer Weite von 11,92 m im Dreisprung den zehnten Platz belegte. 2017 erreichte sie bei den U20-Europameisterschaften in Grosseto mit 12,66 m Rang elf. 2019 wurde sie bei den U23-Mittelmeerhallenmeisterschaften in Miramas mit 12,35 m Vierte. Anschließend nahm sie im Weitsprung an den Europaspielen in Minsk teil und sprang dort auf 6,12 m, womit sie den 17. Platz belegte. Daraufhin schied sie bei den U23-Europameisterschaften Gävle mit 6,03 m in der Weitsprungqualifikation aus und gewann im Dreisprung mit einer Weite von 13,85 m die Silbermedaille hinter der Litauerin Diana Zagainova. 2020 belegte sie bei den Balkan-Hallenmeisterschaften in Istanbul mit 6,15 m den sechsten Platz im Weitsprung und im Jahr darauf siegte sie bei den Balkan-Hallenmeisterschaften ebendort mit neuer Hallenbestleistung von 13,97 m. Anschließend schied sie bei den Halleneuropameisterschaften in Toruń mit 13,56 m in der Vorrunde aus. Ende Mai verbesserte sie in Athen den von Sevim Sinmez Serbest gehaltenen türkischen Landesrekord auf 14,04 m und verbesserte damit die alte Bestmarke um neun Zentimeter. Ende Mai gewann sie bei den Balkan-Meisterschaften in Smederevo mit 14,07 m die Bronzemedaille im Dreisprung und erreichte mit 5,79 m Rang 13 im Weitsprung. Anschließend siegte sie bei den U23-Europameisterschaften in Tallinn und verbesserte dort ihren eigenen Landesrekord im Dreisprung auf 14,09 m. 2022 siegte sie bei den Balkan-Hallenmeisterschaften in Istanbul mit neuem Landesrekord von 14,14 m im Dreisprung und sicherte sich im Juni bei den Freiluftmeisterschaften in Craiova mit 14,07 m die Silbermedaille hinter der Serbin Ivana Vuleta. Anschließend gewann sie bei den Mittelmeerspielen in Oran mit 14,05 m die Silbermedaille hinter der Slowenin Neja Filipič und schied dann bei den Weltmeisterschaften in Eugene mit 13,63 m in der Qualifikationsrunde aus. Im August gewann sie bei den Islamic Solidarity Games in Konya mit 13,95 m die Bronzemedaille im Dreisprung hinter der Usbekin Sharifa Davronova und Yekaterina Sarıyeva aus Aserbaidschan und im Weitsprung musste sie sich mit 6,34 m nur der Burkinerin Marthe Koala geschlagen geben. Kurz darauf verpasste sie bei den Europameisterschaften in München ohne einen gültigen Versuch den Finaleinzug.
2023 siegte sie bei den Halleneuropameisterschaften im heimischen Istanbul mit neuem Landesrekord von 14,31 m im Dreisprung. Im Juni wurde sie bei der 1. Liga der Team-Europameisterschaft im Zuge der Europaspiele in Chorzów mit 14,16 m Erste und sicherte sich damit ligenübergreifend die Silbermedaille hinter der Ukrainerin Maryna Bech-Romantschuk. Anschließend siegte sie mit 14,00 m bei den Balkan-Meisterschaften in Kraljevo sowie mit 14,31 m bei den World University Games in Chengdu. Im August schied sie dann bei den Weltmeisterschaften in Budapest mit 14,11 m in der Qualifikationsrunde aus. Im Jahr darauf siegte sie mit windunterstützten 14,59 m bei den Balkan-Meisterschaften in Izmir. Kurz darauf gewann sie bei den Europameisterschaften in Rom mit neuem Landesrekord von 14,57 m die Silbermedaille im Dreisprung hinter der Spanierin Ana Peleteiro-Compaoré. Im August verpasste sie bei den Olympischen Sommerspielen in Paris mit 13,97 m den Finaleinzug. 2025 belegte sie bei den Halleneuropameisterschaften in Apeldoorn mit 13,79 m den fünften Platz.
In den Jahren von 2019 bis 2022 wurde Danışmaz türkische Meisterin im Dreisprung im Freien sowie 2022 und 2025 in der Halle. 2021 und 2022 siegte sie auch im Weitsprung im Freien sowie 2020 in der Halle.

## Persönliche Bestleistungen
- Weitsprung: 6,57 m (−0,3 m/s), 5. Juli 2023 in Izmir
- Dreisprung: 14,57 m (−0,8 m/s), 9. Juni 2024 in Rom (türkischer Rekord)